# Joseph Kirsner
Joseph Barnett Kirsner (ur. 21 września 1909 w Bostonie, zm. 7 lipca 2012 w Chicago) – amerykański gastroenterolog.

## Życie
Urodzony w 1909 roku w Bostonie Kirsner był najstarszym z piątki dzieci pary żydowskich imigrantów z terenu Ukrainy.
W latach 1929–1933 studiował medycynę na Uniwersytecie Tuftsa. Dwuletni staż podyplomowy odbył w chicagowskim Woodlawn Hospital.
Od roku 1935 związany był z Uniwersytetem Chicagowskim poświęcając się pracy zawodowej i naukowej w dziedzinie gastroenterologii. Innym polem zainteresowań zawodowych Kirsnera była dydaktyka w zakresie relacji między lekarzem a pacjentem. W roku 1942 uzyskał doktorat w dziedzinie biologii (za pracę pod tytułem A Study of Alkalosis with Special Reference to the Electrolyte Composition of the Blood Serum and the Role of the Kidney), a w 1947 otrzymał tytuł profesora.
W czasie drugiej wojny światowej, od roku 1943, służył w armii amerykańskiej jako lekarz szpitala polowego. Brał udział w działaniach wojennych w Europie i na Dalekim Wschodzie. Służbę wojskową zakończył w roku 1946 w stopniu majora. W latach 1976–1999 opiekował się jako gastroenterolog królem Maroka Hasanem II i jego rodziną .

## Dokonania zawodowe
Kirsner był pionierem badań nad zrozumieniem i leczeniem nieswoistych zapaleń jelit - zwrócił między innymi uwagę na rolę związku między florą bakteryjną jelit a systemem odpornościowym w rozwoju tych chorób. W latach 40. wykazał, że niezależnie od ciężkości przebiegu choroby, pacjenci z zapaleniami jelit tracą duże ilości białka, co zwróciło uwagę lekarzy na kwestię żywienia tych chorych. Był twórcą pierwszego modelu zwierzęcego nieswoistych chorób zapalnych jelit. Jako jeden z pierwszych wykazał związek między wrzodziejącym zapaleniem jelita grubego a wzrostem ryzyka zachorowania na raka jelita grubego, a także konieczność obecności kwasu w soku żołądkowym dla rozwoju wrzodów  .
Brał udział w pracach przy zakładaniu Amerykańskiego Stowarzyszenia Gastroenterologicznego (American Gastroenterological Association), Amerykańskiego Towarzystwa Endoskopii Gastroenterologicznej (American Society for Gastrointestinal Endoscopy) oraz Amerykańskiego Stowarzyszenia dla Badań nad Chorobami Wątroby (American Association for the Study of Liver Diseases).
W roku 1962 grupa jego wdzięcznych pacjentów założyła fundację Gastro-Intestinal Research Foundation wspierającą finansowo badania naukowe Kirsnera na Uniwersytecie Chicagowskim.
Był autorem ponad 750 artykułów i współautorem 18 prac książkowych, w tym podręcznika Inflammatory Bowel Disease. Znany był z nawiązywania silnych relacji z pacjentami, którymi opiekował się jeszcze mając 95 lat .